# ヨーゼフ・マイジンガー
ヨーゼフ・アルベルト・マイジンガー（Josef Albert Meisinger, 1899年9月14日‐1947年3月7日）は、ドイツ国の親衛隊（SS）の将校。最終階級は親衛隊大佐（SS-Standartenführer）及び警察大佐（Oberst der Polizei）。
ポーランドのワルシャワで大量虐殺をおこない、「ワルシャワの虐殺者」の異名を取った。その後、駐日ドイツ大使館に赴任し、日本における反ナチ運動やユダヤ人の摘発を行った。日本政府にホロコーストへの加担を要求したという説もある。

## 略歴

### 前半生
ドイツ帝国バイエルン王国のミュンヘン出身。ミュンヘンの小学校（Volksschule）を卒業後、ルイトポルト・ギムナジウムに入学。第一次世界大戦中の1916年12月にドイツ軍に志願し、砲兵連隊に属して西部戦線で戦った。大戦中、二級鉄十字章に叙勲した。
戦後は義勇軍（フライコール） に参加した。またミュンヘンの銀行や地方裁判所、警察本部などで働いた。1923年にナチ党党首アドルフ・ヒトラーが起こしたミュンヘン一揆の際にはオーバーラント義勇軍のメンバーとして参加した。

### ナチス親衛隊
1933年3月に親衛隊（SS）に入隊（隊員番号36,134）。さらに5月には正式にナチス党員となった（党員番号3,201,697）。1933年11月にはミュンヘン一揆参加者に与えられる血の勲章（1923年11月9日記念メダル）を叙勲した。メダルの番号は374番であった。この頃のマイジンガーは、バイエルン州政治警察長官ラインハルト・ハイドリヒの直属で働いていた。1934年4月にハイドリヒがゲシュタポ政治警察部長となり、ベルリンへ移動した後、マイジンガーもすぐにハイドリヒから招集されてハインリヒ・ミュラーやフランツ・ヨーゼフ・フーバーとともにベルリンのゲシュタポ本部へ移動した。
1934年6月の長いナイフの夜の際には、カトリックの政治家エーリヒ・クラウゼナーの調査を行い、ハイドリヒに危険人物として報告した。結果、6月30日にクラウゼナーは親衛隊員により殺害されることとなった。
1935年初めにゲシュタポの機構改革がおこなわれ、マイジンガーは、ゲシュタポ第2部（政治警察部。部長はハイドリヒ）の中の「NSDAP、堕胎、175条(刑法175条の同性愛禁止条項のこと)、純血問題」担当課の課長に任じられた。ここはナチ党内の反ヒトラー派、妊娠中絶、同性愛者、ユダヤ人との交際などを取り締まる部署であった。1936年7月には陸軍総司令官ヴェルナー・フォン・フリッチュ大将の同性愛者疑惑の捜査を行っている。この時のマイジンガーの捜査記録は、2年後にフリッチュを辞職に追いやる際に使用された（ブロンベルク罷免事件）。
1936年4月に親衛隊少佐となり、さらに1937年1月に親衛隊中佐に昇進している。しかし、マイジンガーは傲慢な性格であったため、ゲシュタポ内部でも嫌われていた。上司のハイドリヒは彼のことを「不快な奴（Widerling）」と呼び、ヴェルナー・ベストは彼のことを「残忍な方法を好む原始的人物」などと酷評した。ハインリヒ・ミュラーも絶えず彼の悪口を言っていた。やがてマイジンガーはゲシュタポで居場所がなくなり、1938年にはSDの公文書保存局に移ることとなった。

### ワルシャワでの虐殺
ポーランド侵攻後、アインザッツグルッペンIVの司令官代理となり、ワルシャワで「政治的に信用のならない者」、すなわちポーランドの知識人、聖職者、ユダヤ人などの銃殺活動に従事した。この活動と並行して1939年10月から1941年3月にかけてワルシャワの保安警察及びSD指揮官に任じられた。1940年1月に親衛隊大佐に昇進している。ワルシャワに在任中、マイジンガーは大量のポーランド人やユダヤ人の虐殺を指揮した。この中には悪名高いAB行動や、1,700人が虐殺されたパルミリの虐殺も含まれている。

### 日本赴任
1941年3月に一時ベルリンの国家保安本部に呼び戻され、4月から東京の駐日ドイツ大使館付警察武官兼SD代表として派遣された。着任直後、日本の特別高等警察や憲兵隊と連絡を取り合い、ドイツの有力紙の特派員で、オイゲン・オット大使と親しく大使の顧問も務めていたリヒャルト・ゾルゲをはじめとする主要な在日ドイツ人の身辺調査を行っている。SD国外諜報局長職だったヴァルター・シェレンベルクによると、ゾルゲの経歴が不審という情報を知ったシェレンベルクは、ゾルゲを誹謗中傷から守るとともに、ハイドリヒの意向で東京に「左遷」されるマイジンガーにゾルゲ監視の任務を与えたという。
ゾルゲはマイジンガーと酒を酌み交わすほどの親密な関係を築き、彼はゾルゲを「信頼できる」と憲兵隊に身分保証し、尾行を中止させた。しかし、特高は引き続きゾルゲの尾行や調査を続けており、その結果ゾルゲ事件が発覚し、逮捕に繋がった。
いずれにしても、マイジンガーはゾルゲに対して全く疑いを持っておらず、オット大使やエーリヒ・コルト公使と同様に、逮捕に衝撃を受けた。そのため、ベルリンの国家保安本部本部に対し「日本当局によるゾルゲに対する嫌疑は、全く信用するに値しない」と報告している。
1943年1月、ゾルゲとの親しい関係を問われて解任されたオットに代わり、駐日特命全権大使に就任したハインリヒ・ゲオルク・スターマーが大使に就任すると同時に警察大佐に任官した。なお、自らのゾルゲとの親密な関係は不問とされた。

### 対ユダヤ人政策
マイジンガーは日本においてもユダヤ人迫害政策の実行にあたり、在日中に116人にのぼるドイツ系ユダヤ人の国籍を剥奪している。1942年の夏には、日本の内務省に対し、上海にいるユダヤ人は反日的であるとして、対英米戦争の勝利のためにその対処が必要であると説いていたという。
マーヴィン・トケイヤーとメアリー・シュオーツは著書『河豚計画』の中で、マイジンガーが日本に対してユダヤ人絶滅計画への参加を要請したとしている。マイジンガーは1942年7月に上海を訪れ、在住ユダヤ人を虐殺するために、「廃船にユダヤ人を乗せ、東シナ海で日本海軍に撃沈させる」、「岩塩鉱で酷使し、過労死させる」、「揚子江河口に強制収容所を作り、種々の人体実験に使用する」の三案を駐上海日本総領事に提案したが、日本政府はユダヤ人迫害に加担しないことをすでに1938年の五相会議で決定しており、マイジンガーの提案は明確に拒否された。しかし、日本側は一種の妥協策で「上海ゲットー」を設置し、無国籍のユダヤ人をその地域内に収容したとされる。
ただし、日本の外交文書にはこのような要請が行われたという記録は存在していない。また田野大輔は、外交文書やマイジンガーとその妻の証言では、1942年の夏に上海を訪れたことは確認できず、さらに7月中に東京から複数回の本国宛通信を行っていることなどから、上記の話は疑わしいとしている。

### 違法活動
1945年5月8日にドイツが降伏し、連合国の占領下に置かれたことで、今や国家として存在しなくなったドイツは日本にとって事実上の「敵国」となり、ハインリヒ・ゲオルク・スターマー大使以下全ての大使館員らは外務省より職務執行を禁じられ、ホテルに軟禁された。このように大使館員らの地位が喪失した後も、マイジンガーは日本の憲兵隊や特高と一種の協力関係を持ち、自動車の利用も許され、東京と大使らが軟禁されていた箱根の富士屋ホテル、他の大使館員らが軟禁状態に置かれた河口湖の富士ビューホテルを行き来しつつ、「反ナチ的」と目された在留ドイツ人の情報を憲兵隊や特高に報告した。
ドイツ降伏から1か月後の6月8日、日本政府は「ドイツ政府がもはや存在しない」として、ドイツ大使館ならびに領事館の職務執行停止を正式に通告した。これにより、マイジンガーの外交特権も正式に剥奪されたものの、その後も彼の通報により、何人かのドイツ人が日本の警察に逮捕されている。
さらに6月11日には、マイジンガーのこのような違法行為を放置していた上に、その後も大使然として振る舞い顰蹙を買っていたスターマーは、マイジンガーら一部を除く旧ドイツ大使館員一同（国防軍中将などの駐在武官も含む）により、大使職からの解任勧告と、以降の命令無視を通告された。このような状況にもかかわらず、マイジンガーはなおも言動を改めようとしなかったため、フランツ・クラブフらの旧大使館員たちは、もはや法的根拠のなくなった彼の行動をやめさせるよう日本側に抗議し、外務省も阻止しようとしたが、国際法に無知だった憲兵隊や特高はこれを無視した。後にクラブフは「憲兵隊の介入があったのは明らかだ」と回想している。

### 逮捕・死

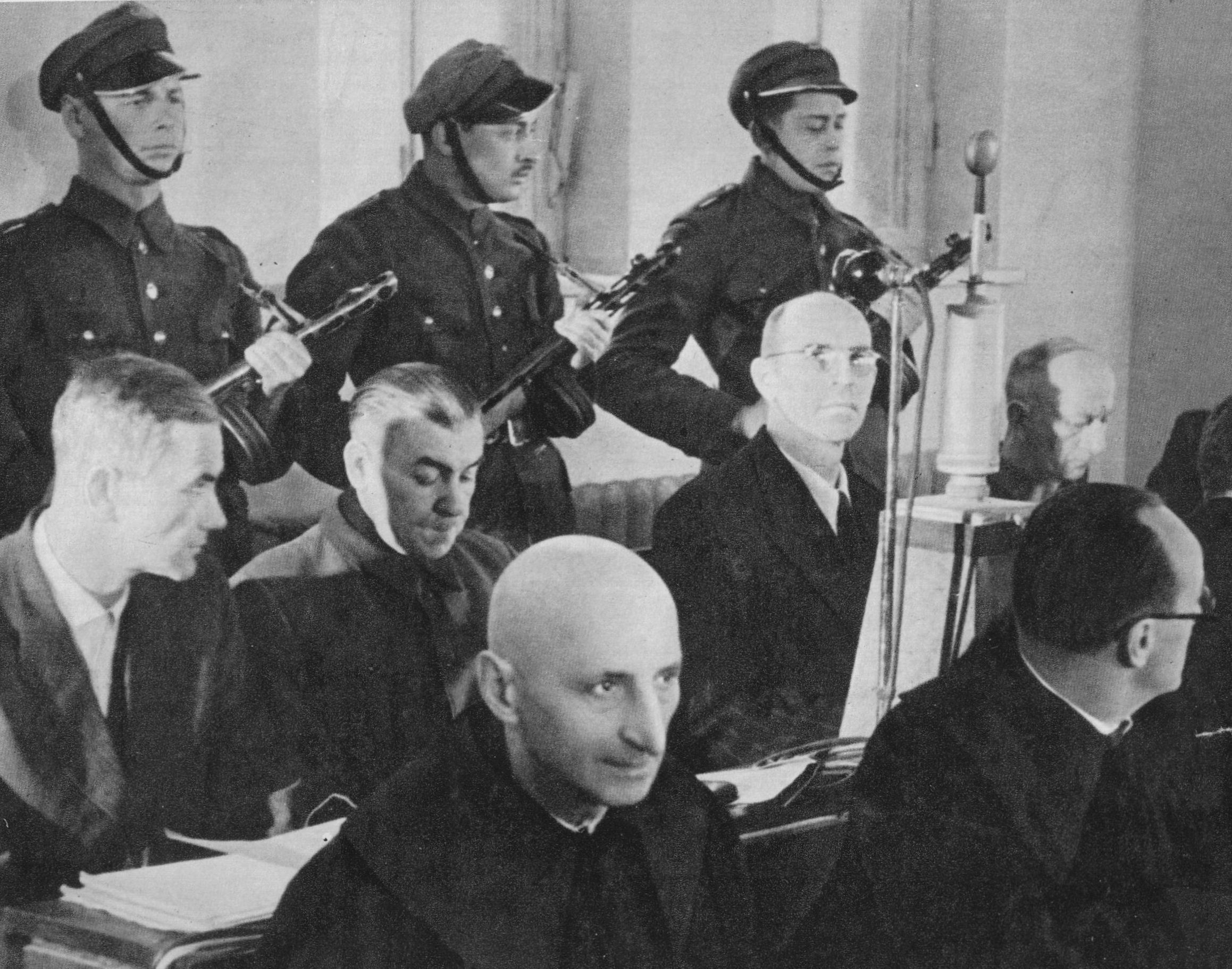
ポーランドでの戦犯裁判でのマイジンガー（マイク近くの眼鏡の人物）

8月15日に日本が敗戦した後は富士ビューホテルに籠り、翌9月にアメリカ軍によってホテル内で逮捕された。なお、逮捕される際は拳銃などを所持していたものの、さしたる抵抗もせず、大人しく連行された。
その後マイジンガーは、アメリカ軍によりポーランドのワルシャワへ移送されて、同地における虐殺行為の罪で裁判にかけられることとなった。1947年3月3日に死刑判決を受け、3月7日に絞首刑が執行された。

## 関連文献
- 小林よしのり著「ゴー宣・暫 一巻」（第二幕第五場にマイジンガーのことが触れられている）ISBN 978-4093890212
- Karl-Heinz Janßen, Fritz Tobias著 「Der Sturz der Generäle - Hitler und die Blomberg-Fritsch-Krise 1938」1994年（ドイツ語） ISBN 340638109X